# N611 (België)
De N611 is een gewestweg in de Belgische provincie Luik. De weg verbindt de N676 aan de noordoostkant van Sankt Vith met de N626 aan de oostkant van Sankt Vith. De lengte is ongeveer 750 meter.
De N611 is een bypass om de drukke N62 door het centrum van Sankt Vith te omzeilen. De weg volgt de straat Eifel-Ardennen-Straße.